# Eilema cvirgineola
Eilema cvirgineola là một loài bướm đêm thuộc phân họ Arctiinae, họ Erebidae.